# Suzuki GSX 1200 Inazuma
Suzuki GSX 1200 Inazuma je motocykl firmy Suzuki kategorie nakedbike, vyráběný v letech 1999–2000. Vzhledově velmi podobný je slabší model Suzuki GSX 750 Inazuma, který nemá chromovaný blok motoru.

## Popis
Suzuki GSX 1200 Inazuma je motocykl klasického vzhledu, který umocňuje zejména zadní kyvná vidlice se dvěma pružícími a tlumícími jednotkami a rozsáhlé použití chromovaných dílů. Motor, upravený z verze Suzuki GSF 1200 Bandit, nabízí ještě dynamičtější a brutálnější zátah z nízkých otáček. Motor má jiné karburátory a je vyladěn k dodávání síly hlavně v nízkých a středních otáčkách a má větší kroutící moment, 90 % kroutícího momentu je dostupných při 3800 otáčkách. Oproti Banditu má i vzpřímenější pozici jezdce.
Nakedbike klasické koncepce se vzduchem a olejem chlazeným řadovým čtyřválcem plněným čtyřmi karburátory CVK o průměru 32 mm, s elegantně vykrojenou nádrží a centrálním stojanem. Vzhledem k nižší výšce sedla a jeho užšímu tvaru je vhodný i pro jezdce menších postav.

## Technické parametry pro Suzuki GSX 1200 Inazuma
- Rám: dvojitý kolébkový ocelový
- Suchá hmotnost: 211 kg